# 墙梁
在轻钢结构工业建筑中，墙梁是指外墙的水平结构构件，它的主要作用是为了避免建築受到水平风荷载影響和为墙体結構提供支点。